# モテ福
『モテ福』（モテふく）は、2013年4月5日から2018年3月30日までテレビ埼玉（テレ玉）ほかで放送されていたバラエティ番組。

## 概要
イケメン俳優や若手声優による魅力や将来性、話題性がいっぱいのサブカルチャー番組。フラッシュアニメと実写バラエティのコンプレックス。
女性客限定の温泉旅館「モテ福」を舞台に従業員は女性にもてるための研究をしている。しかし、実際はお客さんの心を理解しようという体でアニメランキングやアニメ大喜利など、ゆるい内容、もしくは腐女子向けの企画でフリートークしている。なお、番組タイトルの『モテ福』とは、「モテる門には福来たる」を略したものである。
なお、この番組は前番組の『玉ニュータウン』（激動編を含む）と同じスタッフ陣で制作される。
2019年11月13日未明、料理長・タキオ役の滝口幸広が突発性虚血心不全のため死去した。これを受けて制作局のテレビ埼玉は滝口を追悼し、12月16日より『モテ福セレクション』の再放送（0:30 - 1:00、月曜深夜）を開始した。

## 出演者
放送日は、5いっしょ3ちゃんねる同時ネットでの放送日を記載（2014年4月以降はテレビ埼玉での放送日）。「演」と記載されている出演者は、人間形態で出演することがある。「声」と記載されている出演者は動物形態のみで登場している。

### モテ福従業員
オタマ　二代目女将
声 - 福圓美里
湯呑みの中に入ったウサギが化けたものであり、人間で言うと31歳くらいで、従業員の中では一番年上。
基本はドSだが、ときどきドMになることもあるらしい。
これまでに何度かリニューアルしており、現在が3代目である。
2016年4月13日の放送分にて、花嫁修業の名目で女将を引退した。
オユキ　三代目女将
声 - 五十嵐裕美
2016年5月6日の放送分から登場。オタマと瓜二つの姿をしており、違いは顔つきと頭に被ったティアラ、湯呑みの色（オタマは濃い緑だが、オユキは桜柄のピンク色）。マイペースかつオタクながら強気な性格だが、「女将としての威厳が足りない」との悩みを持つ。実は「ツンデレお嬢様・サユリ」をはじめとする243人の人格を持つ多重人格者で、くしゃみをする毎に人格が切り替わる。
タキオ　料理長
演 - 滝口幸広
椎茸が化けた椎茸の妖精。当初は動けないため、常に人間形態とされていたが、2013年7月26日放送で椎茸形態で登場し、その姿で動けることが判明した。
人間形態であっても、どこかに椎茸がある。湿気の多い時期は椎茸が増えてしまう傾向にあり、首に椎茸のネックレスが増えている場合がある。現在のところ、菌類が化けた唯一の従業員である。そのため、オタマからは「椎茸のくせに」「菌類のくせに」などと言われている。人間で言うと27歳くらい。
オタマからリア充ではないかと疑われているため、後述する暗田魔太郎やコミ☆ケイなどによるリア充矯正を受けさせられている。
旅館の裏山でとれた山の幸をメインにした男の料理とイタリアンが得意。だが、パクチー料理だけは作れない。
苦手な食べ物は椎茸（共食いになってしまうため）。
牛山・アンソニー・和彦（うしやま・アンソニー・かずひこ）　番頭
声 - 代永翼
元・名温泉旅館「うさぎの餅つき」番頭で、2016年4月21日の放送分からは「モテ福」の正式な番頭になる。牛の妖精で、有翼のホルスタインの姿をしている。天使のような接客対応から、「翼の生えた牛」の異名をとる。旅行中に「モテ福」へ強引に引き込まれて以降、ほぼ軟禁に近い状態となっており、度々脱走を画策する。しかし、次第に「モテ福」の従業員たちと仲良くなっていった。得意なスポーツは水泳と自転車競技で、「オバサンっぽい」と指摘されるのが悩み。副業で声優もしている。
アオイちゃん　パティシエ
演 - 蒼井翔太
2014年5月2日放送回から登場。（ライバルのホテル バーニャ&カウダのスパイとして）新たな従業員となったパンケーキの妖精。
"友人の借金の肩代わりをしていたことから、その友人が行方不明となった際に怖い人に連れ去られ、昼夜を問わず鉄板の上で表面と裏面のみならず側面まで返し返し焼かれ続けるという拷問に耐えかね、隙を見て命からがら逃げ出した"という作り話で同情を引き、ゴローとタヌキオに匿ってほしいと泣きついた。その後、モテ福の従業員として相応しい者かということを確認するために一同の面接（という名のオタクトーク）を受けて合格。後に「モテ福」の正式な従業員となる。
好きなアニメはセーラームーンで、ほぼ全ての家庭用ゲームハードを所持するゲームオタク。裏表が激しく毒舌家といった腹黒い面もあるが、基本的には明るくノリのいい性格のため、オタマからリア充認定されてしまい、リア充矯正のために暗田魔太郎のネガティブ線ゲームに参加させられるが、ポジティブかつリア充的な回答を連発したため、テロップで「アホの子」と表示され、タキオとオタマからは「案外扱いにくいタイプ」と称された。
2016年6月24日の放送分を最後に退職した。
2代目パンケーキ トシキ
演 - 天野七瑠
2016年7月8日放送回から登場。ビジュアル系の外見及び所作と奇抜なファッションが特徴。アオイちゃんの後輩として新たに「モテ福」の従業員となった。
フレッシュ・チハル　フリーター→掃除係
演 - 沢城千春
サルが化けたもので、自称・「残念なイケメン」。一見軽薄そうに見えるが根は真面目。作詞の才能は微妙。モテ福には売名行為目的で採用された。当初はアルバイト従業員で何とかしてシフトに入ろうとしていたが、最終的に掃除係としてシフトに入ることができた。姉がおり、家でダラダラしすぎては彼女に怒られている。また、Twitterのフォロワー数を増やすことに全力を注いでいる。パクチーが苦手。
ゲジゲジ　板前見習い
演 - 安達雅哉
その名の通りゲジゲジが化けたもので、真面目な性格をしている。琵琶湖出身で、かつては虫だけで構成されたアイドルグループに在籍していた。
タッちゃん　クリーニング担当
演 - 小林竜之
手ぬぐいの妖精。男性だが、オタマ以上に女子力が高い。歌が得意。
西やん（にしやん）　警備担当
演 - 高橋英則
布団が化けたもの。体格が良い地方出身者。
シューゴ　野菜仕入れ担当
演 - 仲村宗悟
ゴーヤが化けたもの。ゴーヤだけに沖縄出身で、タキオとは異なりゴーヤが好物。仕入れてくる野菜は九割方ゴーヤである。パクチーはやや苦手。
ダイさん　メカニック担当
演 - 野上翔
サイクロン式掃除機が化けたもので、曲がったことが大嫌いな九州男児。○ンバとは従兄弟同士であり、ハウスダストが好物。
ドキ・ツボル　生け花担当
演 - 土岐隼一
縄文時代の壺が化けたもので、壺の中は四次元空間と繋がっている。ミニ四駆が趣味。
コケシロウ　マッサージ担当
演 - 市川太一
こけしが化けたもの。DT。
カリオ
演 - 金城大和
ネバル▪マナル　広報担当
演 - 大村まなる
カモチー　客室担当
演 - 小南光司
2ジー　ポリスメン
演 - 辻大地
ヒツジが化けたもの。モテ福を犯罪から守るべく派遣された警官。
タヌキオ　宴会場シンガー担当
声 - 島﨑信長
タヌキが化けたものであり、人間で言うと24歳くらい。他の従業員からは遅れて、2013年4月26日放送より登場。
お菓子作りが好き。時折、ゴローの代わりに風呂場の電話をとることがあるが、なぜか「No Jimon!」という会話がある。エンディングの歌もタヌキオが歌っている。現在はワールドツアー中のため不在。
ゴロー　お風呂場担当
声 - 増田俊樹
熊が化けたものであり、人間で言うと23歳くらい。
元が熊のせいか、客の鮭料理を見ると食べたくなってしまうらしく、厨房にある鮭も勝手に食べてしまう。また、女湯の残り湯を飲むのが好きらしいが、オタマからは叱られている。前述の恋愛ディベートでは女性を見る目があまりない（オタマの考えと逆になりやすい）らしく、開始当初の5月は全敗で、2013年6月7日放送でようやく正解した。
こちらもオタマ同様に何度かリニューアルしており、現在が3代目である。
テツオ　送迎担当
演 - 丹羽正人
犬が化けたものであり、人間で言うと25歳くらい。汗っかきで、「汗かき犬」、「汗かきテツオ」とも言われている。
「風呂コン祭」では、実際に蕨駅からの送迎を担当した（イオンモール川口前川の最寄駅で、イオンモール行きの国際興業バスが発着する）。
アブキラス　皿洗い担当
演 - アンキラス・タカ
2013年11月29日放送より登場。油揚げが化けたもので、人間形態であっても胸に油揚げがついている。北海道出身（北海道はアンキラス・タカの出身地でもある）。人間形態では2013年12月6日より登場。
アユム
演 - 村瀬歩
2013年12月13日放送より登場した従業員。スリッパが化けたもので、人間形態であっても頭にスリッパがついている。
カズオ　お布団担当
声 - 小野友樹
ニワトリが化けたものであり、人間で言うと28歳くらい。
元がニワトリのせいか、客の卵料理を見ると悲しくなるらしい。ニワトリ形態で入浴することもある。普段はバイトに出ているため、従業員反省会には殆ど登場しない。
ヒロシ　接客担当
演 - 奥山敬人
虎が化けたものであり、人間で言うと23歳くらい。2013年4月12日放送で初登場。
当初はテツオと隔週で登場していた。人間形態では2013年4月12日放送の1回のみ出演した。普段はバイトに出ているため、従業員反省会には殆ど登場しない。
2013年12月13日放送では、タキオの椎茸友達「ヒロシ」が登場している（タキオ同様に椎茸のネックレスをして登場）。ただし、これは滝口が出演する舞台の宣伝で出演した矢崎広であり、奥山演じるヒロシとは別人である。
りんごちゃん 宴会場シンガー担当
声 - 五十嵐裕美
2016年7月15日放送回から登場。タヌキオの後継者を決定するオーディションで合格した、リンゴの被り物をしたキッズシンガーの少女。かつては持ち歌・「りんご ゴロゴロ 転がって」が子供たちから大人気であり、文部省からも「子供に歌わせたい曲」とのお墨付きを得ていた。実は母親によって強引に歌手の道を歩まされており、稼いだ金も母親に独占されている。売れなくなって困っている所でアルバイト雑誌に載っていた「モテ福」の広告を見てオーディションを受け、話を聞いて同情したタキオたちによって採用される。採用後は「屋根のある家で過ごせれば」という彼女の主張もあって住み込みで働くこととなった。
キヨタカ　土産物屋担当
時折名前だけが出てくるが従業員反省会には登場したことがなく、どのような姿なのかも不明。

### トイレの備品・便器
トイレイチェル　男性用便器（兄）
演 - 村瀬歩
画面向かって右側の青い目をしたほうである。人間で言うと14歳くらい。便器形態・人間形態（従業員反省会）ともに2013年5月31日放送より登場。元々はアメリカにいたらしい（演じている村瀬もアメリカ出身である）。表裏があり、女性に対してたびたび可愛こぶる一面や、弟に厳しい面を見せる。男性用（従業員用）便器なので、オタマとは従業員反省会で人間形態でないと会えない。
人間形態では、特に便器を連想させるようなものはついていない。
トイレイモンド　男性用便器（弟）
演 - 山谷祥生
画面向かって左側の赤い目をしたほうである。人間で言うと12歳くらいで、従業員の中では最年少。便器形態・人間形態（従業員反省会）ともに2013年5月31日放送より登場。みんなに使われることを何より幸せとしており、お化けなどが苦手らしい。酒癖が悪く、兄には頭が上がらない。好きなヒーローはベンキマン。男性用（従業員用）便器なので、オタマとは従業員反省会で人間形態でないと会えない。
人間形態では、特に便器を連想させるようなものはついていない。チハル同様パクチーが苦手。
ムラカミ　トイレットペーパー
演 - 岩川拓吾
この旅館のトイレの備品。トイレットペーパーが化けたものであり、人間で言うと26歳くらい。備品形態・人間形態（従業員反省会）ともに、2013年5月3日放送より登場。
ケンモチ　せっけん
演 - 榎木淳弥
この旅館のトイレの備品。せっけんが化けたものであり、人間で言うと24歳くらい。備品形態・人間形態（従業員反省会）ともに、2013年5月3日放送より登場。
普段はトイレットペーパー・たわしと共に出演し、丸い目をしている。蛇口と会話するときだけは少女漫画風の目に変わり、BLのようになっている。
ワシタニ　たわし
演 - 上山駿
この旅館のトイレの備品。たわしが化けたものであり、人間で言うと20歳くらい。備品形態では2013年5月3日放送より登場。人間形態（従業員反省会）では2013年5月10日放送より登場。
ジャック　蛇口
声 - 丹羽正人
この旅館のトイレの備品。蛇口が化けたもの。備品形態では2013年6月28日放送より登場。丹羽はテツオとして人間形態で登場しているためか、蛇口として人間形態では登場していない。
前述のせっけんとの絡みはBLのようになっている。

### 旅館の庭に置かれた像
モテ福地蔵
声 - 杉田智和
旅館の庭にある地蔵。口紅を塗っており、オネエ言葉で話す。顔が中の人に似ている。
モテ福ネハン
声 - 諏訪部順一
涅槃仏（ねはんぶつ）のキャラクター。2013年7月より登場。ヲタク心を刺激する一言を話す。
モテ福稲荷
声 - 緑川光
お稲荷様にある狐のキャラクター。2013年12月より新キャラクターとして登場。俺様口調で女性を口説く。
モテ福ダビデ
声 - 鈴木達央
ダビデ像のキャラクター。2014年5月より新キャラクターとして登場。ソフトな喋りで癒しの言葉を話す。
小便小僧
声 - 代永翼
小便小僧のキャラクター。「お姉ちゃん」に対する懇願でショタ心を刺激する。

### その他出演者
アーン・パンダ
声 - 村瀬歩
土産物のあんパンが化けたもので、一頭身のパンダのような姿をしている。女性がときめくような言葉を言われると興奮（「ハァハァ」と呼ばれる）する一面があり、その際に「アーン!!」と叫ぶ。
大王烏賊利晋司（だいおういかり しんじ）
演 - 渡辺恋
リア充の危険性を学ぶために呼ばれたリア充な講師。「大王烏賊」の名のとおり、ダイオウイカの被り物をしている。「ダメだ!ダメだ!ダメだ! リアルから逃げちゃダメだ!」が口癖。現在は謹慎中。
闘犬男子（とうけんだんし）　番犬
声 - 代永翼（秋田くん）、市川太一（ドーテルマン）、野上翔（シェパードン）、仲村宗悟（シバマル）
旅館で飼われている犬たち。秋田犬の秋田くん（あきた-）・ドーベルマンのドーテルマン・シェパードのシェパードン・柴犬のシバマルなどによって構成される。各メンバーは総じて自分が一番可愛いと思っており、他の犬が可愛がられると拗ねる。グループ名の元ネタは「刀剣乱舞」の刀剣男士。
オデカ・ケイゾウ
声 - 今浪祐介
ドライブを趣味とするリア充な象。なお、今浪は当番組の構成担当でもある。
百万石万作（ひゃくまんごく まんさく）
声 - 島﨑信長
前半のオタマとタキオのトークに不定期に登場。従業員控室においてある饅頭が化けたもの。「モテ福」が所在する温泉組合の青年会長。話の前に「万作思う」「万作実は」など、「万作○○」と言ってから話をはじめるのが口癖。
饅頭を食べてくれることで快感を感じることができる。可愛い顔をしているが、「あっちゃん」なる恋人との付き合いに関する悩みがあるなど、オタマやタキオにとっては面倒くさい存在らしい。
後述するイベント第2弾では、テレビ埼玉で多くCM放映される十万石まんじゅうとコラボレーションした「モテ福まんじゅう」として実際に販売された。
暗田魔太郎（くらた またろう）
声 - 島﨑信長
前半のオタマとタキオのトークに不定期に登場。タキオのリア充矯正のためにオタマが呼んだ、ネガティブ界のカリスマ的存在の人物。モテ福地蔵・モテ福ネハン同様に、ミニコーナー「星に願いを」を持っており、ネガティブな願い事をする。
コミ☆ケイ
声 - 増田俊樹
前半のオタマとタキオのトークに不定期に登場。タキオのリア充矯正のためにオタマが呼んだ、コミケ界のカリスマ的存在。実際に2013年8月10日に行われたコミケにオタマと一緒に行っている。基本的に四足歩行である。
コミ☆ケイのキャラクターデザインも増田が担当しており、スタッフロールでクレジットされている。
かずみつ（漢字名：和光）
声 - 滝口幸広
埼玉県和光市にある温泉旅館「わこ福」の番頭。ウクレレが化けたもので、趣味が歌舞伎ということもあり、喋りが歌舞伎風。かずみつの登場がきっかけで、第2弾となるモテ福イベントが、「わこ福」のある和光市で行われることになった。
タミエ
2014年5月23日の放送に登場。オタマが出張時に自分の代わりとして従業員教育のために呼び寄せた、魔法の国からやって来た自称16歳の若作りおばちゃん魔法少女。ピンク色の髪をツインテールにし、某変身ヒロインのようなコスチュームを着用している。必殺技は水晶玉を用いたカラスの召喚。
ほぼ男性で占められるモテ福の従業員たちに女心を教えるために奮闘するが、元がおばさんのため、発言や趣味嗜好が古臭く、従業員たちからの失笑を買う。また、おばさん扱いされることを嫌っており、年齢の話題は禁句。それ故に何度も自身を"おばさん"呼ばわりしたアオイちゃんに対しては怒りを露にし、その度にカラスを召喚して攻撃した。
アンキラス・タカ
『玉ニュータウン』にも出演した元玉ニュータウン住民。こちらは渡辺恋とは異なり火星に行ったはずであるが、当番組にもなぜか出演している。2013年11月からは前述のアブキラスとして出演している。
ホテルニューグランド・デラックス
声 - 岩川拓吾
日本一のホテルオーナー。悪徳地主であり、2013年5月24日放送より登場。オネエ系の言葉で話すが、他人にはそのことは内緒らしい。
天狗小太郎（てんぐ こたろう）
声 - 増田俊樹
前半のオタマとタキオのトークに不定期に登場。いつも女性の行動について悩んでいる。口癖は「なんでですかぁ?」。
怪盗キャッツマウス ルー
声 - 福圓美里
たびたびモテ福を訪れる自称・世紀の美少女怪盗で、毎回従業員控室に予告状を落としてから現れる。だが、見た目は明らかにおばさんである。怪盗としての名称と服装の元ネタはキャッツ・アイ。
みーちゃん
声 - 深谷美羽
座敷童子。
腐麗愛（ふれ あい）
声 - 野水伊織
豆腐の妖精。BL漫画が大好きなオユキの友達。豆腐だが、嫌いな食べ物は納豆。リア充を嫌い、激昂すると豹変する。
豚居カケル（ぶたい かける）
声 - 村瀬歩
天才演出家。ブタの姿をしている。
もこ
声 - 福原香織
カフェバイト。女将のお友達。
皿洗い　派遣
演 - 東菜摘
モテ福１日派遣社員
演 - 池山智瑛
モテ福従業員採用試験で準グランプリを獲得。普段はChubbinessというグループに所属している。
- ナレーター - 金森匠、福圓美里

## 旅館「モテ福」の概要
- 人里から微妙に離れた場所にある
- お客様は女性のみ
- 従業員は先代女将のオフク婆さんに可愛がられていた動物・菌類・トイレの備品や便器が、人間に化けたものである。新旧女将のオタマ&オユキ及びりんごちゃんを除き全員男性。
- 目的は、悪徳地主（ホテルニューグランド・デラックスさん）への借金返済。
- お風呂は100パーセント源泉かけ流し。基本的に女湯しかない。男性でこれまでに入浴した、または入浴を許されていると判明しているのは、現在のところタキオ・カズオ・ホストとしての渡辺恋・アブキラス・アユムのみ。ゴローは残り湯を飲む悪い癖こそあるが、入浴はしておらず、タヌキオも入浴はしていない。
- なお、建物外観などは、東京都板橋区にある日帰り温泉施設「前野原温泉 さやの湯処」を利用している。

## イベント
モテ福風呂コン祭（無料イベント）
- 2013年8月25日、イオンモール川口前川（埼玉県川口市）
- 番組初のイベントとして開催。なお、イオンモール川口前川（旧：イオンモール川口キャラ）は『玉ニュータウン』の「第1回交流会」が行われた場所。

モテ福祭り! 笑いも涙も素顔も出しまSP 〜史上最大のヲタ充 vs リア充の闘い〜
- 2014年2月2日、和光市民文化センターサンアゼリア（埼玉県和光市）
- 前述の「わこ福」イベントを、モテ福従業員が手伝うという設定で開催。

モテ福祭り! モテ福vsバーニャ&カウダ
- 2014年8月3日、川口総合文化センター（埼玉県川口市）

モテ福祭り! ズキュゥン！イケメンだらけの春のＮｏ．１モテ福祭り！あの日見たバトルの事を私達は一生忘れない･･･
- 2015年3月7日、東京総合美容専門学校（東京都豊島区）

モテ福祭り! 従業員ＶＳお客様　ゼロ距離マジでドゥンドゥドゥーーン！全員オーディション親バレ必至！
- 2015年9月5日、和光市民文化センターサンアゼリア（埼玉県和光市）

ＤＶＤ第３弾お渡し会＠ＡＧＦ
- 2015年11月8日、サンシャインシティ（東京都豊島区）

声優界の美声大集合！癒しのひとときをあなたと･･･モテ福！出張レイクタウン（無料イベント）
- 2015年12月13日、越谷レイクタウン（埼玉県和越谷市）

モテ福祭り! アオイちゃん、モテ福やめるってよ（無修正版）！
- 2016年4月17日、世田谷区民会館（東京都世田谷区）

モテ福ハイタッチ イベント
- 2016年6月29日、さいたま市文化センター（埼玉県さいたま市）

ＤＶＤ第４弾お渡し会＠アニメイト新宿
- 2016年5月7日、アニメイト新宿店

ＤＶＤ第５弾お渡し会@アニメイト
- 2016年10月7日、アニメイトAKIBAガールズステーション（東京都千代田区）

ＤＶＤ第６弾お渡し会@アニメイト
- 2017年6月9日・10日、アニメイトAKIBAガールズステーション（東京都千代田区）

## スタッフ
スタッフは、前番組『玉ニュータウン』と同じ。
- 企画 - 有賀達也（タッチプランニング）
- 構成 - 八代丈寛、今浪祐介
- ブレーン - 松本憲一
- CAV - 池田屋
- 音声 - 佐々木勇太
- 音効 - (オエオエ男) (ZACK)
- EED・MA - Studio NAO
- WEB - 金子和広
- 携帯サイト - 越智俊貴
- 編成 - 西岡瞳（テレビ埼玉）
- 営業 - 諸星和義
- 広報 - 鈴木ちえみ（テレビ埼玉）
- AD - 石間敬悟
- ディレクター - 川島貴之
- 演出 - 竹田真（タッチプランニング）
- プロデューサー - 若井聡一郎（テレビ埼玉）、根来将男（タッチプランニング）
- エグゼクティブ・プロデューサー - 遠藤圭介（テレビ埼玉）
- 制作協力 - タッチプランニング
- 製作著作 - テレ玉

## 放送局

### 現在の放送局
| 放送対象地域 | 放送局              | 系列                            | 放送曜日・時間     | 放送時期        | 遅れ日数      | 備考 |
| ------------ | ------------------- | ------------------------------- | ------------------ | --------------- | ------------- | --- |
| 埼玉県       | テレビ埼玉（TVS）   | 独立協 （5いっしょ3ちゃんねる） | 金曜 23:00 - 23:30 | 2013年4月5日 -  | 本放送        | 制作局 |
| 栃木県       | とちぎテレビ（GYT） | 独立協 （5いっしょ3ちゃんねる） | 金曜 24:30 - 25:00 | 2013年4月5日 -  | 1時間30分遅れ | 2014年3月まで5いっしょ3ちゃんねる同時ネット。 2017年3月まで、テレビ埼玉の本放送と同時ネット。 |
| 千葉県       | 千葉テレビ（CTC）   | 独立協 （5いっしょ3ちゃんねる） | 金曜 25:30 -26:00  | 2013年4月5日 -  | 2時間30分遅れ | 2014年3月まで5いっしょ3ちゃんねる同時ネット。 |
| 群馬県       | 群馬テレビ（GTV）   | 独立協 （5いっしょ3ちゃんねる） | 金曜 25:30 -26:00  | 2013年4月5日 -  | 2時間30分遅れ | 2014年3月まで5いっしょ3ちゃんねる同時ネット。 2016年8月まで、テレビ埼玉の本放送と同時ネット。 |
| 神奈川県     | テレビ神奈川（tvk） | 独立協 （5いっしょ3ちゃんねる） | 金曜 21:00 - 21:30 | 2013年4月5日 -  | 7日遅れ       | 2014年3月まで5いっしょ3ちゃんねる同時ネット。 2014年4月は野球中継などのため放送がなく、すべて欠番扱い。 2014年5月2日（テレ玉4月25日放送分）より、金曜 21:00 - 21:30に枠移動してネット再開（以降、野球中継時などは欠番扱い）。 2014年7月26日（テレ玉7月25日放送分）より土曜 19:00 - 19:30に移動。 2015年1月からは現在の時間に復帰（遅れ日数も復帰）。 |
| 三重県       | 三重テレビ（MTV）   | 独立協                          | 月曜 26:20 - 26:50 | 2013年4月8日 -  | 3日遅れ       | |
| 兵庫県       | サンテレビ（SUN）   | 独立協                          | 火曜 18:30 - 19:00 | 2013年4月9日 -  | 4日遅れ       | 『サンテレビボックス席』（野球中継）放送日は欠番扱い |
| 北海道       | 札幌テレビ（STV）   | 日本テレビ系列                  | 土曜 26:35 - 27:05 | 2014年11月8日 - | 8日遅れ       | 2013年4月13日から2014年7月26日まで土曜26:25 - 26:55で放送。 一旦終了した後、2014年11月8日から放送再開。 |

### 過去の放送局
| 放送対象地域 | 放送局          | 系列   | 放送曜日・時間     | 放送時期                     | 遅れ日数 | 備考 |
| ------------ | --------------- | ------ | ------------------ | ---------------------------- | -------- | ---- |
| 京都府       | 京都放送（KBS） | 独立協 | 火曜 24:00 - 24:30 | 2013年4月9日 - 2014年3月25日 | 4日遅れ  |      |